# 林长金
林长金（1963年8月26日—），马来西亚足球教练、前足球员，2023年起将执教马来西亚首要足球联赛俱乐部霹雳。球员时期曾经效力于德国足球甲级联赛球会柏林赫塔，是第一位在欧洲五大联赛效力的马来西亚球员。

## 执教生涯

### 拜仁慕尼黑青年队
林长金退役后就开始执教生涯，他获得了拜仁慕尼黑的认可，成为了拜仁慕尼黑青年队的教练。从此林长金便一直执教拜仁慕尼黑青年各梯队，在执教拜仁慕尼黑青年队期间林长金为拜仁慕尼黑培养了多名球员，2010年國際足協世界盃金靴、2014年國際足協世界盃冠军托马斯·穆勒、托尼·克罗斯、埃姆雷·詹和大衛·阿拉巴等球星曾经亦是林长金麾下的子弟。

### 马来西亚国家足球发展计划学院与马来西亚U16队
2014年，林长金与马来西亚青年及体育部和马来西亚足总签下五年合同，担任马来西亚国家足球发展计划学院总监，为马来西亚培养年轻的球员。林长金于2016年出任过莫达达哈里足球学院总监，合同将持续至2020年。
2018年，马来西亚青年及体育部部长赛沙迪透露，作为马来西亚国家足球发展计划学院的总监，林长金获得了175,000令吉的月薪和免税待遇，赛沙迪表示需要检讨该薪资。2018年9月，马来西亚U16队未能晋级2019年國際足協U-17世界盃，马来西亚足总表示身为马来西亚国家足球发展计划学院及马来西亚U16队的主教练的林长金需要负责。随后马来西亚足总证实林长金将卸马来西亚国家足球发展计划学院总监职务，但他依然是莫达达哈里足球学院总监。回流马来西亚的林长金多次公开批评与给予马来西亚足总意见。

### 霹雳
2022年9月14日，霹雳宣布林长金将与霹雳签下2年合同，并在2023年起担任该队主教练。